# 圣马丁德维勒雷阿勒
圣马丹-德维勒雷阿勒（法語：Saint-Martin-de-Villeréal，法語發音：[sɛ̃ maʁtɛ̃ də vilʁeal]，意为“维勒雷阿勒的圣马丹”）是法国洛特-加龙省的一个市镇，位于该省东北部，属于洛特河畔新城区。

## 地理
圣马丹-德维勒雷阿勒（44°38'38"N, 0°49'15"E）面积8.22 平方千米，位于法国新阿基坦大区洛特-加龍省，该省份为法国西南部内陆省份，北起多爾多涅省，西接吉倫特省和朗德省，南至热尔省，东临塔恩-加龙省和洛特省。
与圣马丹-德维勒雷阿勒接壤的市镇（或旧市镇、城区）包括：帕朗凯、韦尔德比龙、代维亚克、拉耶、维勒雷阿勒。
圣马丹-德维勒雷阿勒的时区为UTC+01:00、UTC+02:00（夏令时）。

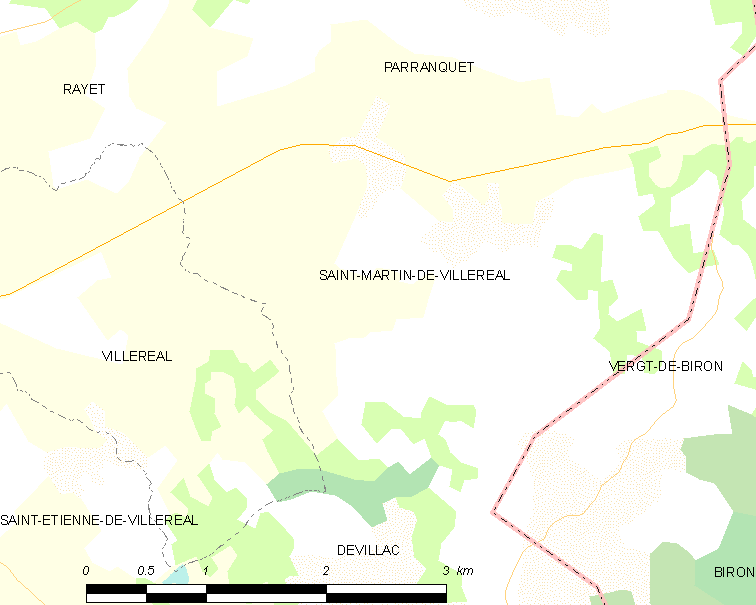
圣马丹-德维勒雷阿勒的OSM定位图

## 行政
圣马丹-德维勒雷阿勒的邮政编码为47210，INSEE市镇编码为47256。

## 政治
圣马丹-德维勒雷阿勒所属的省级选区为上阿日奈-佩里戈尔县。

## 人口

1962-2008年间圣马丹-德维勒雷阿勒人口变化图示

圣马丹-德维勒雷阿勒于2022年1月1日时的人口数量为105人。